# 卡尼斯蒂奧 (紐約州村)
卡尼斯蒂奧（英語：Canisteo）是位於美國紐約州斯托本縣的村。

## 人口
根據2020年美國人口普查的數據，卡尼斯蒂奧的面積為2.42平方千米，皆為陸地。當地共有人口2176人，而人口密度為每平方千米899人。